# David Bisconti
David Bisconti (* 22. září 1968) je bývalý argentinský fotbalista a reprezentant. Mimo Argentinu působil na klubové úrovni v Japonsku, Chile a Španělsku.

## Reprezentační kariéra
David Bisconti odehrál za argentinský národní tým v roce 1991 celkem 5 reprezentačních utkání a vstřelil v nich 1 gól.

## Statistiky
| Argentina | Argentina | Argentina |
| Roky      | Zápasy    | Góly      |
| --------- | --------- | --------- |
| 1991      | 5         | 1         |
| Celkem    | 5         | 1         |